# Aescin
Aescin är en blandning av saponiner med antiinflammatoriska, vasokonstriktoriska och kärlskyddande egenskaper, och är den främsta aktiva substansen i frön från hästkastanj (Aesculus hippocastanum).
Substansen används inom medicinen under bland annat namnet Venastat med belagd verkan på venernas elasticitet och på de minsta blodkärlens genomsläpplighet. Därigenom kan svullnaden i benen vid till exempel åderbråck eller ödem minskas.